# Robert Oblak
Robert Oblak (* 3. Mai 1968 in Ljubljana, SFR Jugoslawien) ist ein slowenischer Fußballspieler. Er ist der Sohn des ehemaligen Deutschland-Profis Branko Oblak.

## Sportlicher Werdegang
Oblak wuchs in Split, Gelsenkirchen, München und in Österreich auf, wo sein Vater als Spieler aktiv war. Später debütierte er in der Spielzeit 1988/89 für NK Olimpija Ljubljana in der zweiten jugoslawischen Liga. Der Abwehrspieler wurde an den Leistungen seines Vaters gemessen und konnte sich nicht dauerhaft durchsetzen. 1990 wechselte er für eine Spielzeit zu Hajduk Split, wo er jedoch ebenfalls nicht eingesetzt wurde.
Nach dem Zusammenbruch Jugoslawiens spielte Oblak ab 1992 für den Aufsteiger NK Krka in der höchsten Spielklasse, den er nach einer Spielzeit in Richtung NK Naklo verließ. Dort avancierte er an der Seite von Miran Pavlin zum slowenischen Nationalspieler und debütierte im November 1993 bei einer 0:2-Niederlage gegen die Slowakei im Auswahltrikot. Daraufhin nahm ihn NK Olimpija Ljubljana im Sommer 1994 nochmals unter Vertrag und am Ende der Spielzeit 1994/95 gewann er mit dem Klub den Meistertitel. Zwar reichte es in der folgenden Spielzeit nur zur Vizemeisterschaft hinter ND HIT Gorica, durch einen Endspielerfolg über NK Primorje im Pokalwettbewerb 1995/96 blieb das Jahr jedoch nicht ohne Titelgewinn.
Oblak wechselte im Sommer 1996 ins Ausland und schloss sich APOEL Nikosia an. Hier blieb er jedoch nur eine Saison, um sich 1997 dem österreichischen Klub SV Feldkirchen anzuschließen. Über DSG Ferlach kehrte er 1999 nach Slowenien zurück, wo er beim von seinem Vater trainierten NK Rudar Velenje unterkam. Nachdem sein Vater dort gehen musste, folgte im Sommer 2000 die Trennung auch für ihn. Zunächst spielte er für eine Halbserie für den Zweitligisten NK Ivančna Gorica, anschließend für dessen Ligarivalen NK Viator & Vektor Ljubljana. Nachdem er zu Beginn der Zweitligasaison 2001/02 noch für den späteren Aufsteiger zum Einsatz gekommen war, wechselte er zum Ligakonkurrenten NK Zagorje. Anschließend ließ er seine Karriere bis 2003 in Österreich ausklingen.
Oblak studierte Industriedesign an der Akademie für Bildende Kunst und Design Ljubljana. Er arbeitete als kaufmännischer Angestellter und im Cateringgeschäft, ehe er in die Produktion eines Bürostuhlherstellers wechselte.
Oblak ist zweifach geschieden und hat drei Kinder.